# Ulrica Örn
Anna Ulrica Örn, född 13 februari 1966 i Sofia församling i Stockholm, är en svensk journalist som i unga år var skådespelare och popsångare.
Örn medverkade i filmerna G (1983), där hon spelade mot Niclas Wahlgren, och Splittring (1984). Därefter var hon bland annat sångerska i gruppen Fake. 1983 släppte Örn solosingeln "Can't Get Enough (of Your Love)".
Ulrica Örn arbetar i dag som musikjournalist på SVT.

## Filmografi
- 1983 – G – som i gemenskap
- 1984 – Splittring